# Ramon Llull
Ramon Llull (Palma de Mallorca, c. 1232-Mar Mediterráneo, 1316) fue un filósofo, poeta, místico, teólogo y misionero laico mallorquín   próximo a los franciscanos (pudo haber pertenecido a la Orden Tercera de San Francisco). Fue declarado beato por la Iglesia católica. Su fiesta se conmemora el 30 de junio. Se lo conoció por diferentes nombres: Raimundo Lulio en español, Raimundus o Raymundus Lullus en latín, رامون لول en árabe, Raymond Lully en inglés, Raimondo Lullo en italiano y Raymond Lulle en francés.
Se le considera uno de los primeros escritores en usar una lengua neolatina, el catalán, para expresar conocimientos filosóficos, científicos y técnicos, además de textos novelísticos. Se le atribuye la invención del nocturlabio.

## Biografía

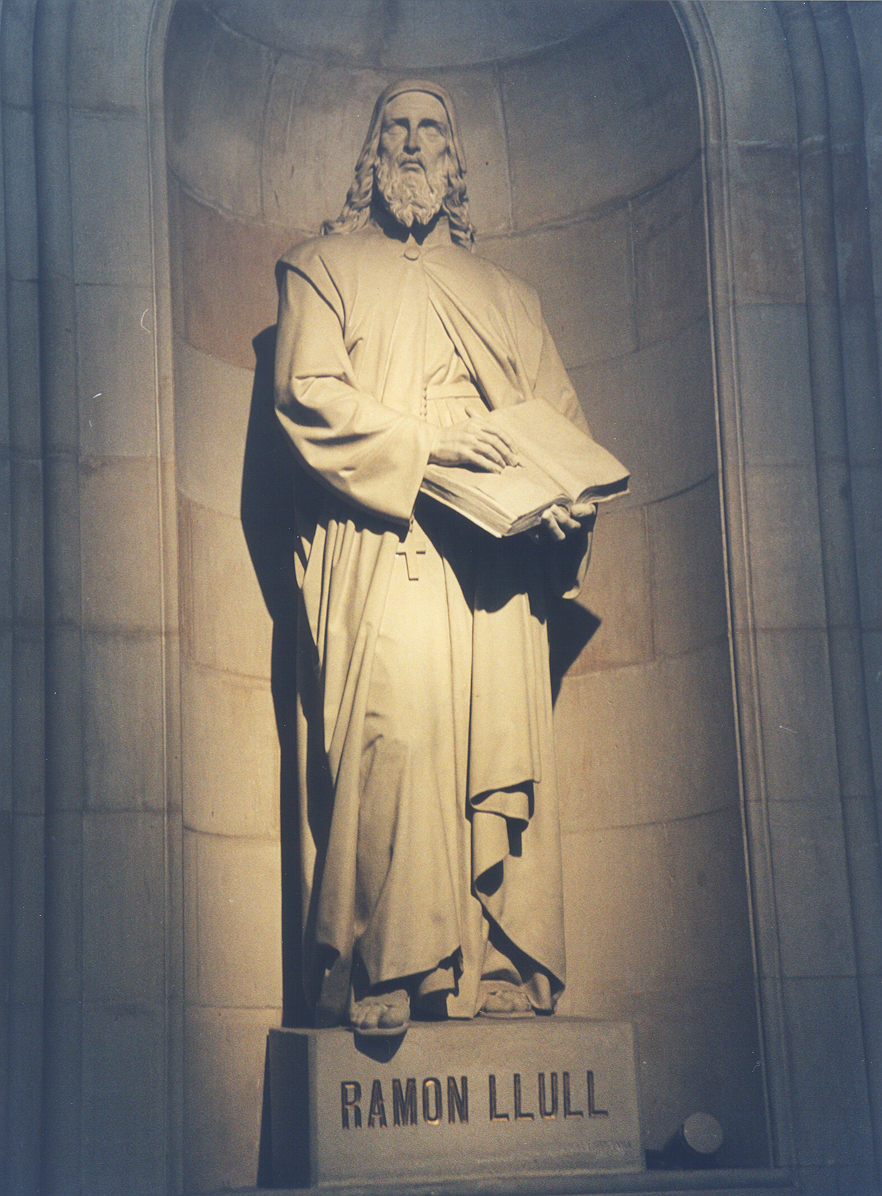
Estatua de Ramon Llull en la Universidad de Barcelona.

Conocido en su tiempo por los apodos de Doctor Inspiratus (Doctor Inspirado), Doctor Illuminatus (Doctor Iluminado) o Arabicus Christianus (árabe cristiano), Llull fue una de las figuras más avanzadas de los campos espiritual, teológico y literario de la Edad Media. En algunos de sus trabajos (Artificium electionis personarum, 1247-83 y De arte electionis, 1299) propuso métodos de elección, que fueron redescubiertos siglos más tarde por Condorcet (siglo XVIII).
Fue escritor, divulgador científico, misionero, teólogo, entre otras cosas, y dejó en estos ámbitos una obra ingente, variada y de muy alta calidad escrita en catalán medieval, latín y, aunque no se ha conservado ningún texto original, árabe. La mayor parte de ella aún no ha sido traducida al castellano.

### Nacimiento e infancia
Nació en Palma, la capital del Reino de Mallorca que el rey Jaime I acababa de conquistar, uniendo políticamente en la Corona de Aragón los recientemente conquistados territorios baleares. No se conoce la fecha exacta de su nacimiento, pero debió de ser entre finales de 1232 y comienzos de 1233. Ramon era hijo de Ramon Amat Llull e Isabel d'Erill, miembros de una importante familia de Barcelona.
Según Umberto Eco, el lugar de nacimiento fue determinante para Llull, pues Mallorca era una «encrucijada en la época de las tres culturas, cristiana, islámica y judía, hasta el punto de que la mayor parte de sus 280 obras reconocidas fueron escritas inicialmente en catalán y en árabe».

### Llull en la corte de Jaime I
Antes de casarse, ingresó en la corte del rey Jaime I de Aragón en calidad de paje de su hijo segundo Jaime, futuro Jaime II de Mallorca. Pronto los nobles fueron conscientes de la brillante inteligencia de Ramon y lo convirtieron en preceptor del infante don Jaime.
Su ascenso en la corte de la Corona de Aragón fue meteórico: fue sucesivamente senescal y mayordomo real del infante Jaime.
Durante sus años en la corte, Ramon se dedicó a llevar una vida mundana, licenciosa y alegre, disfrutando lujos con gran ostentación y teniendo amoríos con doncellas, incluso adulterios declarados.
Durante este período la obra de Llull se reduce a canciones de amor, picarescas y divertidas, aptas para ser cantadas por los trovadores.

### Transformación
Hacia 1267, a sus 30 años, la vida de Ramon sufrió un vuelco trascendental: él mismo describe cómo tuvo una serie de cinco visiones de Cristo crucificado en cinco noches consecutivas. La profunda impresión que le causaron estas visiones lo llevó a vender sus propiedades y patrimonio para adelantar la herencia de su mujer e hijos, a los que abandonó por sentirse llamado por Dios para predicar en los caminos.
Su etapa de nueve años de formación teológica y moral duró hasta 1275: en la Ciudad de Mallorca conoció y compró un esclavo musulmán de quien se sirvió como maestro para aprender el árabe.
Luego se retiró a una cueva en el Monte de Randa (Mallorca) donde se entregó a la meditación y la contemplación, y por último entró al monasterio cisterciense de La Real donde los monjes le enseñaron latín, gramática y filosofía —tanto islámica como católica—.

### Labor misional

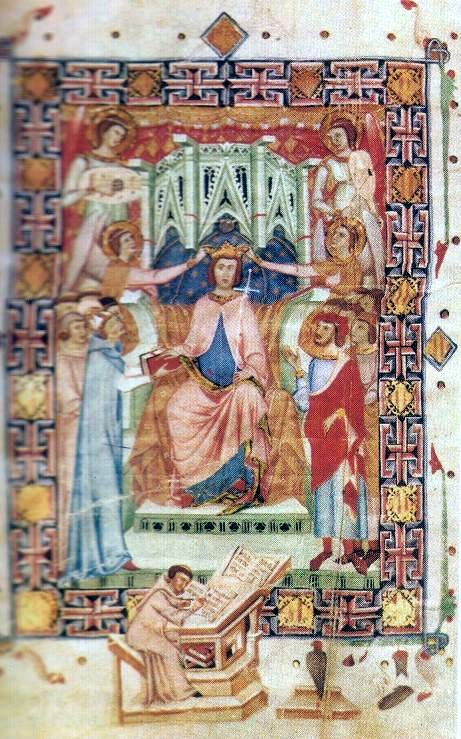
Coronación en Mallorca de Jaime II, protector y mecenas de Ramon Llull.

En 1274 el infante Jaime (que reinaría como Jaime II de Mallorca), antiguo alumno de Llull, lo llamó a su castillo de Montpellier, donde, bajo el mecenazgo del príncipe, el estudioso pudo escribir su Ars demostrativa ('El arte demostrativo'), obra que le valió ser recompensado con un dinero que invirtió de inmediato en la construcción del monasterio de Miramar en su isla natal. El objetivo de este monasterio era adiestrar misioneros para cristianizar a los árabes, enseñándoles las técnicas misioneras, métodos para desautorizar la filosofía islámica, enseñanza del árabe, etc.
La combinación exclusivamente luliana de estudios lingüísticos y teológicos para que los misioneros pudiesen evangelizar a fieles de otras religiones e idiomas encantó al papa Petrus Hispanus (Juan XXI), quien felicitó públicamente a Ramon en 1276.
El papa siguiente, Nicolás IV, escuchó las exigencias de Llull para la convocatoria a una nueva cruzada sobre territorios dominados por los musulmanes, pero el pontífice se mostró remiso. El estudioso decidió, entonces, emprender su propia cruzada personal, que lo llevaría a Europa (Alemania, Francia e Italia), Tierra Santa, Asia Menor y el Magreb. Le interesaba sobremanera convertir a los musulmanes y judíos de esas regiones, por lo que no dudaba en predicar en las puertas de las mezquitas y sinagogas, lo que no siempre era recibido con agrado por los fieles de esos templos.
Durante esos viajes escribió gran cantidad de obras, destinadas principalmente a señalar los errores de los filósofos y teólogos de las otras religiones. Intentó fundar, asimismo, nuevos monasterios católicos en las zonas que visitaba.
En 1286 Ramon Llull recibió su título de profesor universitario (magister) por la Universidad de París. Un año después viajó a Roma para someter a pontífices y dignatarios sus proyectos de reforma de la Iglesia, pero, una vez más, nadie lo escuchó, porque iba a solicitar financiación para la Cruzada que ambicionaba para poder convertir a todos los infieles de Tierra Santa.
Viendo que sus ruegos no obtenían el eco que esperaba, ingresó en 1295 en la orden franciscana.  Fue aceptado en la Orden Tercera Franciscana, una de las tres ramas fundadas originalmente por el Santo de Asís, llamada Hermanos y Hermanas de la Penitencia.
En 1299, su antiguo discípulo, el por entonces rey de Mallorca Jaime II, lo autorizó para predicar en las mezquitas y sinagogas de su reino. Será la primera vez que Ramon Llull pueda cruzar los umbrales de los templos para expresar sus ideas ante los no cristianos.
En 1305 propuso su segunda versión sobre cómo recuperar Tierra Santa: el proyecto Rex Bellator, de unificación de las órdenes militares bajo el poder de un príncipe cristiano, soltero o viudo. La conquista se efectuaría partiendo de Almería, Granada, el norte de África y Egipto, bajo la protección de una flota. Parece claro el papel que en todo ello habría de jugar el rey Jaime II de Aragón, que acababa de conquistar Murcia y que había establecido contactos para mercaderes de la Corona de Aragón en Alejandría.

### El proyectoRex Bellator
La caída de los restos del reino de Jerusalén (San Juan de Acre, 1291 y Arwad, 1302) sacudió las conciencias de muchos cristianos que solo podían explicarse el desastre a causa de pecados o vicios colectivos de la cristiandad que había que erradicar con profundas reformas.
El más activo (tres libros principales y muchas cartas y viajes a lo largo de treinta años) de los tratadistas de esta corriente de reformas fue Ramon Llull, que elaboró el proyecto Rex Bellator de unificación de las órdenes militares bajo un príncipe:
- Quomodo Terra Sancta recuperari potest (Documento 10037 (enlace roto disponible en Internet Archive; véase el historial, la primera versión y la última)., diciembre de 1292), elaborado bajo la impresión de la caída de Acre. Lo empezó siendo papa Nicolás IV y lo acabó con Sede vacante. La propuesta principal era la unificación de templarios, hospitalarios, teutónicos y caballeros de las órdenes peninsulares bajo un mando único y la creación de una escuela de misioneros versados en lenguas orientales.

- Liber de Fine (Documento 10522 (enlace roto disponible en Internet Archive; véase el historial, la primera versión y la última)., abril de 1305); dedicado al nuevo papa que acabaría siendo Clemente V. La coyuntura era la caída de Arwad y la captura del último mariscal del Temple, fray Dalmau de Rocabertí. La estrategia ahora se concretó: la unificación de las órdenes bajo un Rex Bellator; la expedición por la ruta Almería, Ceuta, Norte de África hasta Egipto y Jerusalén, apoyada por la flota y con los almogávares como tropas de choque. Se adivina claramente el protagonismo de Jaime II de Aragón y de su hijo mayor, el príncipe Jaime de Aragón, que renunció al matrimonio y a la corona para vestir el manto blanco y la cruz roja.

- Liber de Acquisitione Terrae Sanctae (Documento 11910 (enlace roto disponible en Internet Archive; véase el historial, la primera versión y la última)., marzo de 1309), aparecido tras la caída del Temple. Llull proponía ahora dos vías para la reconquista de Tierra Santa: al norte, los franceses con los hospitalarios y al sur Jaime II con las órdenes peninsulares.

Finalmente, nada se llevó a cabo, excepto una expedición fracasada de Jaime II sobre Almería.

### Otros viajes y problemas
En 1307, Ramon Llull viajó al norte de África a continuar predicando, pero, enfrentado con un grupo de musulmanes, estuvo a punto de ser lapidado. Deseoso de salir de allí, se dirigió a la ciudad italiana de Pisa. Pero el buque que lo transportaba se hundió, y el monje mendicante fue uno de los pocos supervivientes del naufragio, logrando alcanzar la costa italiana después de una dura lucha contra la tempestad.

### El Concilio de Vienne

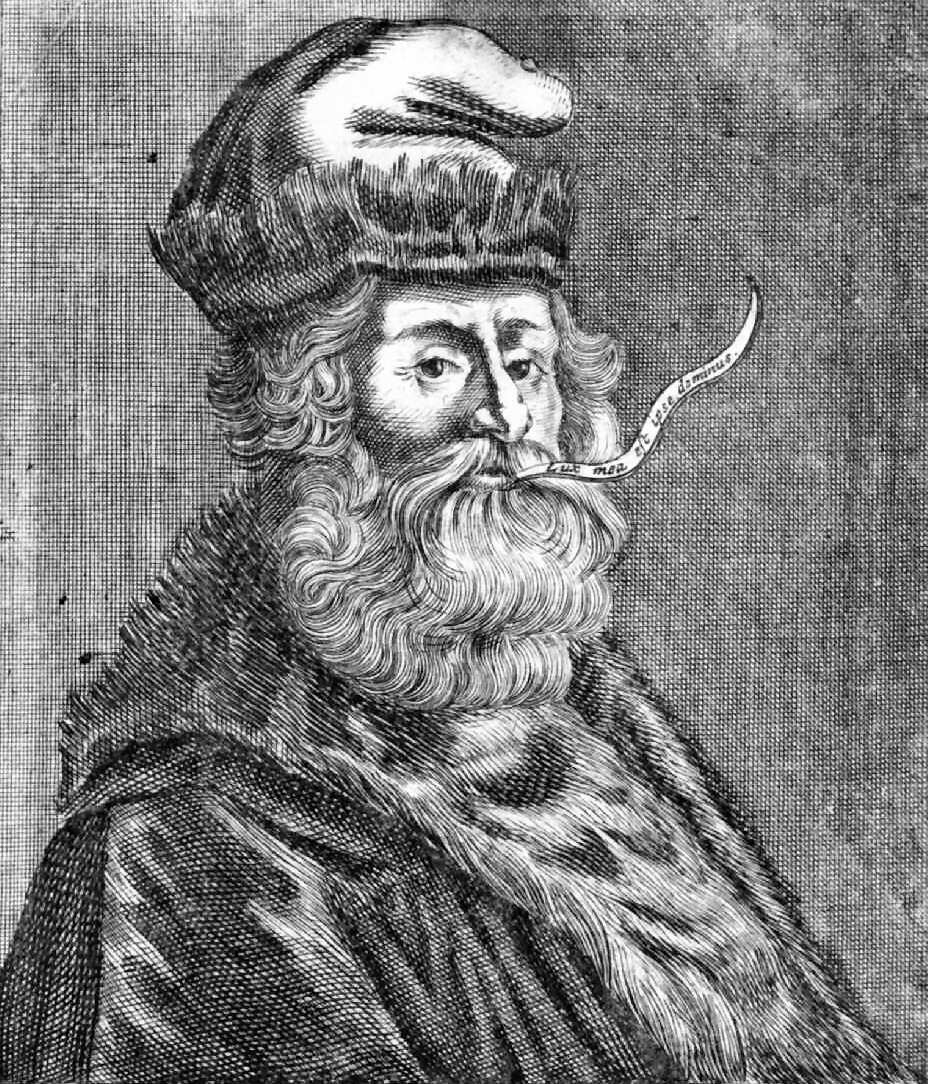
Ramon Llull, predicando.

El 14 de noviembre de 1305, tras un año sin lograr elegir pontífice, el rey Felipe IV de Francia, llamado el Hermoso, haría coronar papa al obispo de Burdeos, el dominico Raimundo Bertrand de Got, bajo el nombre pontificio de Clemente V (aunque su elección se había producido el 5 de junio de 1305). Este papa vano, falto de decisión y poder, trasladaría la sede papal de Roma a Aviñón y se convirtió en un títere del monarca francés.
Entre ambos habían decidido terminar con los Caballeros Templarios, a los que encarcelaron en 1307 y acusaron, en medio de espantosas torturas, de blasfemia y herejía bajo el látigo de la Inquisición conducida por los dominicos.
En 1308 Clemente V, prácticamente obligado por Felipe IV de Francia, convocó a través de la bula Faciens misericordiam cum servo suo un Concilio, que tendría lugar en la ciudad de Vienne en 1311, para tratar variados temas que interesaban al soberano. Uno de ellos era hacer exhumar y quemar por herejía los huesos de su anterior enemigo, el papa Bonifacio VIII, que hacía siete años que había muerto. También se decidiría si correspondía hacer una nueva Cruzada, si procedía efectuar ciertas reformas de la Iglesia y se juzgaría si correspondía entregar a los templarios al brazo seglar para ser ejecutados en la hoguera.
Ramon Llull fue convocado y estuvo presente en las tres sesiones del Concilio, pero no han llegado hasta nosotros noticias acerca de cómo votó en cada uno de los graves asuntos que allí se ventilaron. Nos consta que la Cruzada y la reforma eclesiástica le interesaban particularmente, ya que habían sido el objeto de sus prédicas y ruegos durante décadas. Sin embargo, respecto del castigo a los templarios quedan numerosas dudas.
Los franciscanos solían ser designados en los tribunales inquisitoriales para moderar la tendencia a condenar de los dominicos, normalmente en proporción de uno por cada dos dominicos. En segundo término, los partidarios de las Cruzadas como Llull conocían y amaban a los templarios por el valor, el coraje, el espíritu de sacrificio y la enorme piedad que habían demostrado en los 187 años de su existencia y su arrojo en la segunda cruzada y las sucesivas. No tenemos, como se ha dicho, su voto escrito, pero es muy improbable que hubiese votado liberarlos.
Si así fue, lamentablemente no fue escuchado por tercera vez, ya que los templarios fueron suprimidos como orden y muchos de ellos murieron en la hoguera, encabezados por su último Gran Maestre Jacques Bourguignon de Molay en 1314. La Orden como institución fue suprimida por Clemente V en el mismo acto como decreto papal y no como decisión del Concilio, a causa del descrédito en que había incurrido por las acusaciones recibidas, y no por su culpabilidad.
Una de las propuestas presentadas por el franciscano, a saber, crear colegios para enseñar a los misioneros el idioma hebreo, el árabe y las lenguas orientales fue aceptada, mientras que la otra (marchar a una nueva cruzada) fue rechazada.

### El último viaje

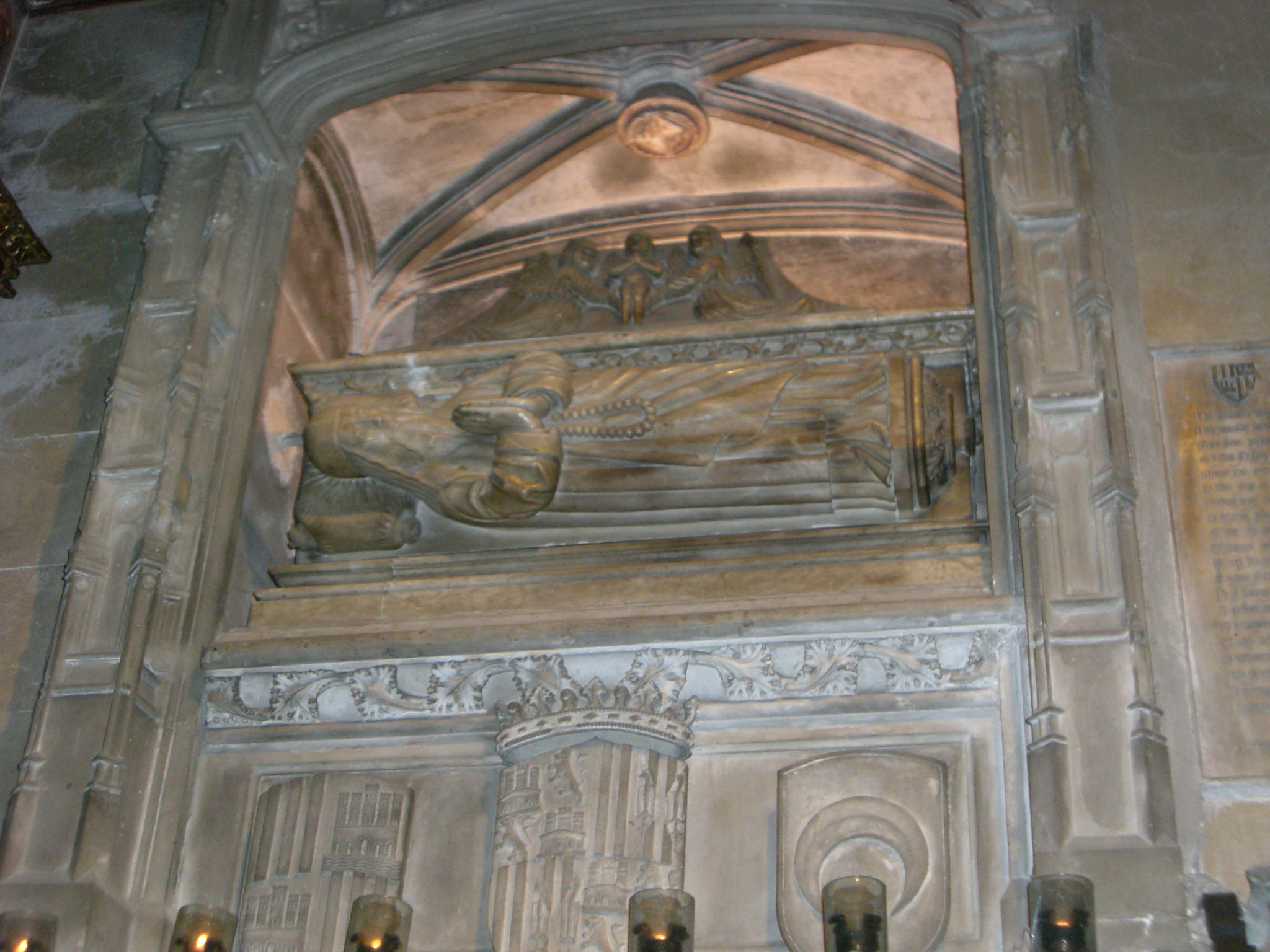
Sepulcro de Ramon Llull en el convento de San Francisco (Palma de Mallorca).

Terminado el Concilio, Ramon viajó a Túnez para continuar misionando. Es este trayecto escribió Liber de Deo et de mundo ("Libro acerca de Dios y el mundo") y Liber de maiore fine intellectus amoris et honoris ("Libro acerca del fin mayor de la inteligencia: el amor y el honor"). Ambas están fechadas en diciembre de 1315 y serían sus últimas obras.
Se desconoce la fecha exacta de su muerte. Se considera que falleció entre 1315 y 1316, cuando regresaba de su viaje desde Túnez hacia Mallorca. Ciertos cronistas afirmaron que fue linchado por una turba de airados musulmanes en Bugía, de lo que no hay prueba formal aunque padeciera prisión, golpes e insultos.
Está enterrado en la Basílica de San Francisco de Palma de Mallorca.

Los viajes de Ramon Llull (nombres en francés).

## El pensamiento luliano y su concepción artística
Seguidor, como buen franciscano, del pensamiento de Roger Bacon y San Buenaventura, Llull introdujo una gran innovación al incluir el pensamiento moral caballeresco dentro de la filosofía y la teología de su tiempo.
Por ello Llull se embarcó también en una cruzada en pro del pensamiento místico y caballeresco en contra del racionalismo a ultranza representado por el pensador cordobés Averroes.
Ramon insistió en la doctrina de la Inmaculada Concepción de María, contra la opinión, entonces mayoritaria, de santo Tomás de Aquino. La esencia divina había de tomar una primera materia perfecta para poder formar el cuerpo de Jesús. Ello era impensable si María misma había nacido sujeta al Pecado original, por lo que ella tenía que haber sido concebida sin pecado. Estas ideas llevaron al Inquisidor Nicolás Aymerich a perseguir póstumamente las obras de Ramon Llull. Sin embargo, el rey Pedro el Ceremonioso protegió la memoria del beato y expulsó al Inquisidor del reino de Aragón, y, finalmente, la Iglesia católica terminó por establecer la opinión de Llull como dogma.
A pesar de ser un misionero cristiano, Llull amaba y comprendía el pensamiento árabe y respetaba en gran medida sus avanzados sistemas. Así, en su primer libro utiliza la lógica de los científicos árabes, su simbología, su álgebra y sus razonamientos.
Escribía y hablaba perfectamente en catalan, latín y árabe; y utilizaba indistintamente cualquiera de estas lenguas para dirigirse a quien la comprendiera mejor. Si el público de su nuevo libro era de baja condición, no vacilaba en expresar los más elevados conceptos filosóficos en alegres versos, y siempre preconizó la conversión de los infieles por la vía del cariño, del amor y sin ningún tipo de coerción ni de violencia.

## Llull y elArs Magna

### La máquina
Uno de los propósitos principales de la actividad literaria de Llull fue señalar los errores de los racionalistas como Averroes.
Así pues, Llull se dedicó a diseñar y construir una máquina lógica. De naturaleza mecánica, en ella las teorías, los sujetos y los predicados teológicos estaban organizados en figuras geométricas de las consideradas "perfectas" (por ejemplo círculos, cuadrados y triángulos). Al operar unos diales y palancas, girando manivelas y dando vueltas a un volante, las proposiciones y tesis se movían a lo largo de unas guías y se detenían frente a la postura positiva (certeza) o negativa (error) según correspondiese. Según Llull, la máquina podía probar por sí misma la verdad o mentira de un postulado.
El religioso bautizó a su instrumento con el nombre de Ars Generalis Ultima ('Última arte general') o Ars Magna ('Gran arte'), aunque hoy se la conoce a veces como Ars Magna et Ultima. El ingenio fue tan importante para él que dedicó la mayor parte de su ingente obra a describirlo y explicarlo. La realidad teórica subyacente en aquel artefacto era una fusión o identificación de la teología con la filosofía, orientada a explicar las verdades de ambas ciencias como si fueran una.

### El razonamiento

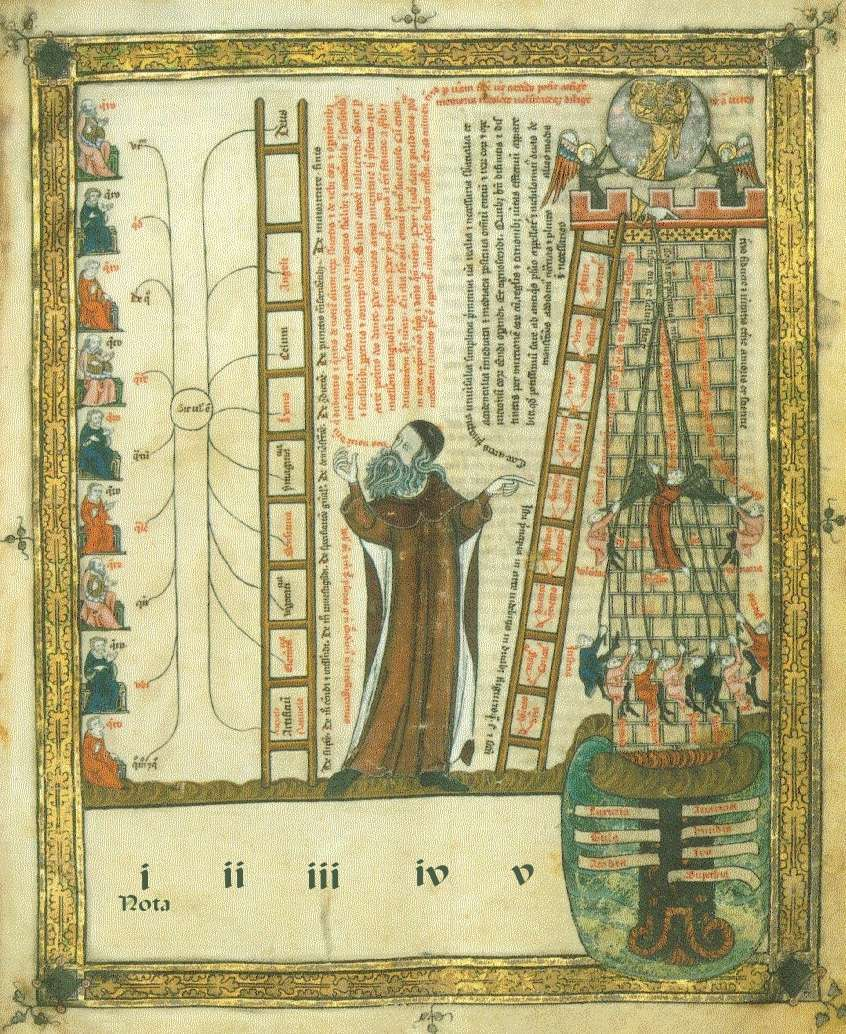
Ramon Llull en un manuscrito de c. 1321

Los estudiosos cristianos del siglo XIII celebraron el hallazgo de Llull, a pesar de que pronto detectaron los problemas del razonamiento luliano. Si bien es cierto que normalmente ambas ciencias están de acuerdo —porque lo que es cierto en filosofía no puede ser falso para el teólogo— ambas llegan a la verdad por caminos diversos: la teología se apoya en la razón y la revelación divina, mientras que el filósofo está solo frente al problema, provisto únicamente de su propia razón. Los árabes fueron un paso más allá: criticaban a la Ars Magna expresando que, según ellos, lo que es falso en filosofía «perfectamente puede ser verdadero en teología», porque nada es imposible para Dios y Él muy bien puede pasar por encima de las limitaciones de la ciencia. Este concepto se conoce como «Verdad de Doble Nivel» o «Teoría de la doble verdad».
En su afán de refutar a los musulmanes, Llull exageró el concepto en el sentido opuesto: opinó que la doble verdad era imposible puesto que la teología y la filosofía eran en verdad la misma cosa. Equiparaba de este modo e identificaba a la fe con la razón. El descreído no era capaz de razonar, y el hombre de fe aplicaba una razón perfecta. De este modo creyó haber resuelto, gracias a las pruebas de significados lógicos y por supuesto a su mecanismo, una de las más grandes controversias de la historia del conocimiento.
El problema de estos postulados era que arrasaban con la diferencia entre las verdades naturales y sobrenaturales. Como Llull era esencialmente un filósofo místico, para él la razón no puede vérselas con las verdades más altas; para ello, es preciso en toda circunstancia echar mano de la fe. De esta manera, afirmaba que la fe iluminaba a la razón, por ejemplo, para desentrañar el misterio de la Santísima Trinidad: hay un solo Dios verdadero representado en tres personas, que a pesar de todo no son ni pueden ser «tres dioses». Creyó, mediante mecanismos similares, poder llegar a probar el motivo de todos los misterios y las razones de todos los artículos de fe.
Si la razón exige a la fe que la auxilie, también la segunda necesita de la primera, porque la fe por sí misma podía conducir a error. Llull creía que el hombre dotado de fe pero no de raciocinio era como un ciego: puede encontrar ciertas cosas al tacto, pero no todas ni todas las veces.

### Las consecuencias
La técnica luliana fue difundida en España por sus seguidores —los lulianos—, que las enseñaron desde sus cátedras en diversas universidades como las de Barcelona y Valencia.
Pero la jerarquía católica no vio con buenos ojos la difusión de esta doctrina, porque al punto comprendió el peligro de disolver la diferencia entre una verdad natural y otra sobrenatural.
Dos papas condenaron formalmente al lulianismo: Gregorio XI en 1376 y Pablo IV en el siglo XVI. Como consecuencia de ello, el beato nunca fue canonizado, aunque el proceso se ha reactivado recientemente.

## Obras principales

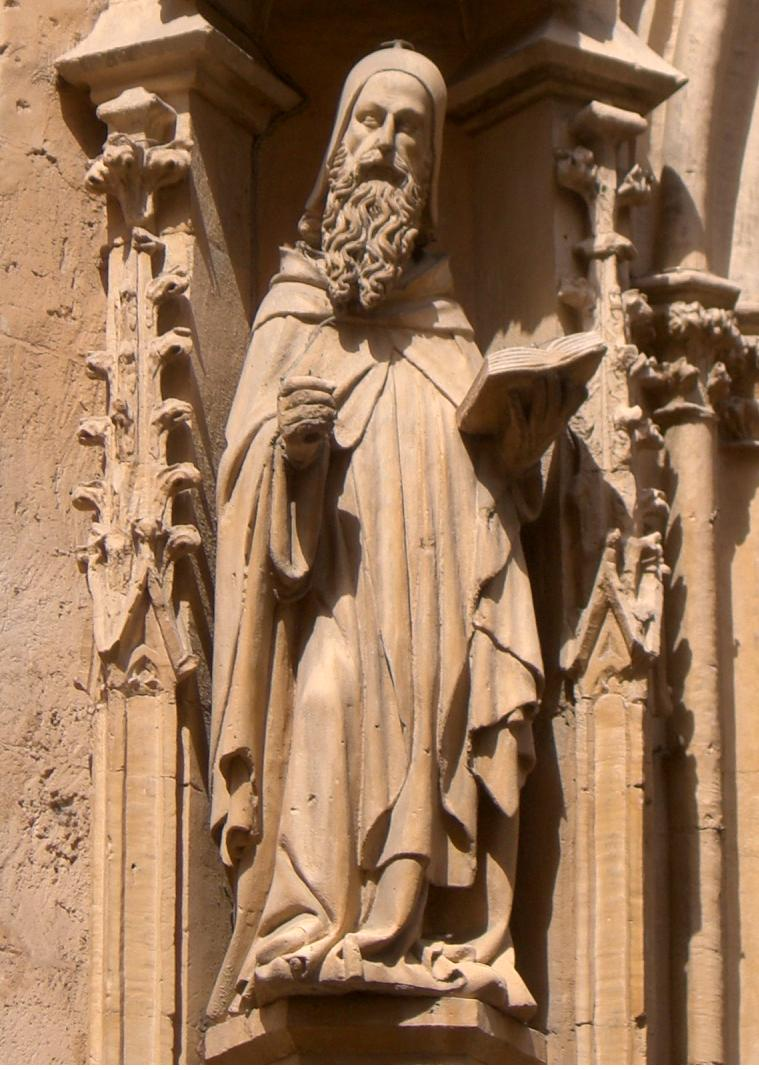
Escultura a Ramon Llull, de Pere de Sant Joan (1398). En la iglesia de San Miguel de Palma.

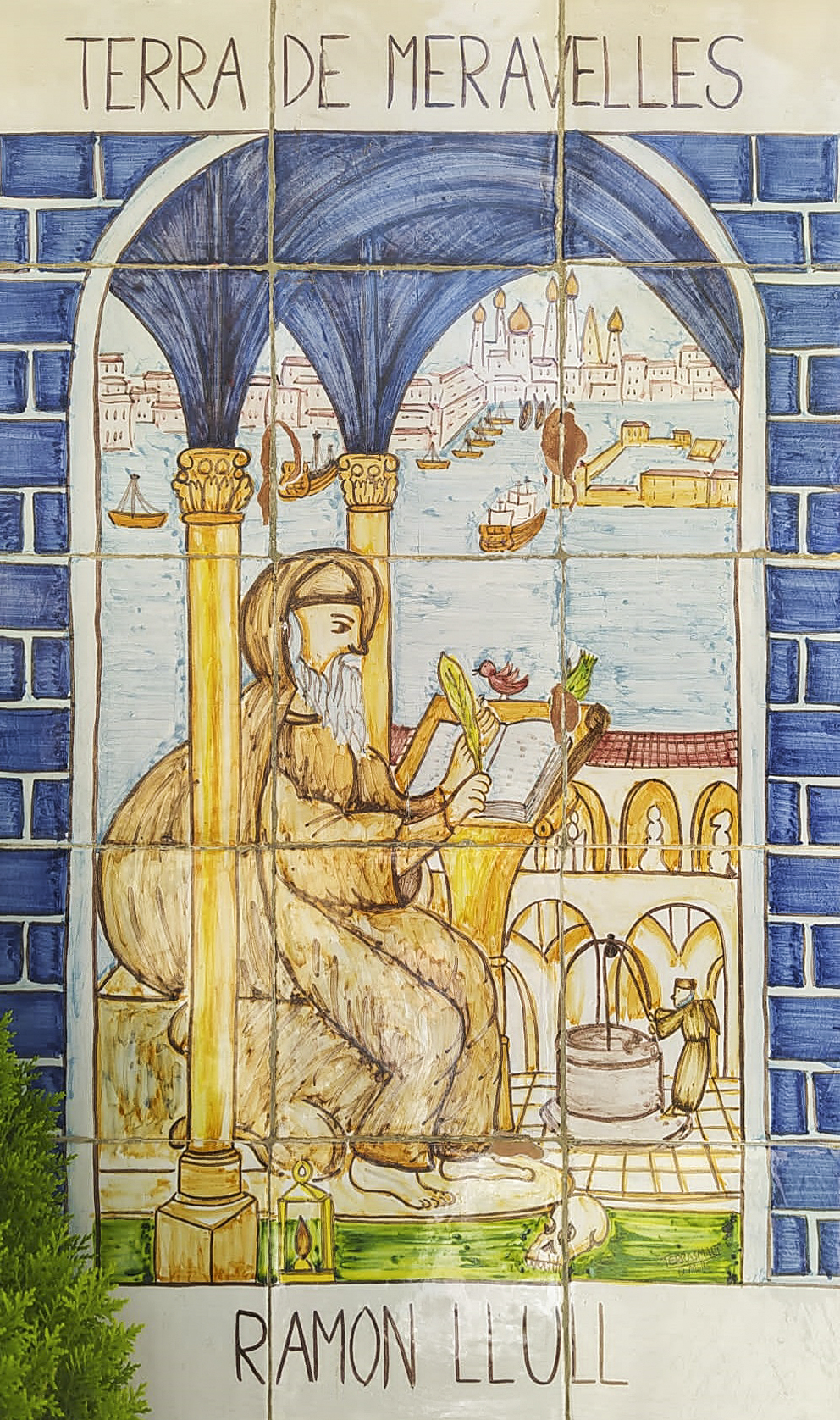
Plafón cerámico en el Santuario de Cura

No el estudio profundo, ya la mera enumeración de los trabajos de Ramon Llull excede las dimensiones y los límites de este artículo. Escribió 243 libros que incluían materias tan diversas como la filosofía (Ars magna), la ciencia (Arbre de sciència, Tractat d'astronomia), la educación (Blanquerna, que incluye el Llibre de Amic e Amat), la mística (Llibre de contemplació), la gramática catalana (Retòrica nova), la caballería (Libro del Orden de Caballería), novelas (Llibre de meravelles, que incluye el Llibre de les bèsties), y muchos otros temas y recursos (como el proverbio Llibre dels mil proverbis, o el silogismo (Llibre de la disputa de Pere i de Ramon, el Fantàstic. La ciutat del món), que el mismo autor de inmediato traducía al árabe y al latín.

### Libro del gentil y los tres sabios
El Llibre del Gentil e los tres savis (1274-1276), escrito en catalán, es una obra apologética que pretende demostrar la eficacia del método de Ramon Llull en una discusión sobre la veracidad o falsedad de las tres religiones del libro: judaísmo, cristianismo e islam. En esta obra, un gentil (es decir, un pagano) encuentra a tres sabios, un judío, un cristiano y un musulmán. Los representantes de las tres religiones ilustran al discípulo sobre la existencia de un único Dios, sobre la creación y sobre la resurrección y cada uno presenta su religión para que el gentil y el lector escojan la que les parezca verdadera. La obra no indica qué religión elige el gentil.
En el Libro del gentil llama la atención la exposición sistemática de los principios de la ley mosaica y del islam, que demuestra un conocimiento notable de los contenidos de ambas religiones, algo no muy corriente en la época del autor. Además, la ficción que envuelve la narración está bastante desarrollada e interacciona de una manera muy sutil con las argumentaciones de los sabios.

### Blanquerna
Blanquerna (Llibre d'Evast e Blaquerna) es una novela idealista, de enorme influencia en la narrativa de la Edad Media y particularmente en ciertos escritores posteriores. Está escrita en catalán. Se empezó a escribir el año 1283 y fue acabada el 1286.
Se trata de una vívida pintura de la vida medieval: el protagonista, conduciendo su vida mediante su vocación religiosa, intenta alcanzar la perfección espiritual. Para ello, el autor lo hace emprender un viaje vital que lo llevará por todos los estadios del hombre en sociedad: desde el hombre casado que solía ser, ingresará en un monasterio, será prelado, llegará a papa y, finalmente, renunciará al solio pontificio para dedicarse a la contemplación y meditación en una ermita aislada.
La obra incluye también el Llibre d'amic e amat, pieza de prosa poética que conjuga elementos provenientes de fuentes muy diversas: el Cantar de los Cantares, la poesía provenzal, la teología árabe y otras influencias que la enriquecen y matizan. Sus 366 versículos expresan el amor del alma humana por Dios y trazan una delicada filigrana de elevación y sentimiento espiritual.

### Libro del ascenso y descenso del entendimiento
Escrito en latín en Montpellier en 1304, el "Libro del ascenso y descenso del entendimiento" ("Liber de ascensu et descensu intellectus") desarrolla el famoso método "escalar" del pensamiento luliano: hay "escalas místicas" que determinan "escalas del conocimiento" por las que se puede subir o bajar como si se tratase de amplias escalinatas.
Para subir, hay que pasar de lo sensible (lo que se percibe por medio de los sentidos, esto es, el conocimiento empírico) a la inteligible, y de lo inteligible a lo intelectual. Por medio de otro proceso paralelo y simultáneo al anterior, se asciende de lo particular a lo general y de lo general a lo universal.
Los modos escalares del entendimiento se organizan de la siguiente manera:
- Modalidad lógica: contiene las escalas de la diferencia, la concordancia y la oposición.
- Modalidad situacional: contiene las escalas del principio, el medio y el fin.
- Modalidad cuantitativa: contiene las escalas de la mayoridad, la igualdad y la minoridad.

Como se ve, Llull establece entonces nueve modos escalares que, todos juntos, permiten desentrañar de un modo sucesivo, gradual y cada vez más específico la naturaleza íntima de los seres y los fenómenos naturales.

### Vida coetánea
Se trata de la autobiografía de Ramon Llull, tomada al dictado por sus discípulos de la Cartuja de Vauvert en París, que data de 1311.
Es en esta obra en la que el autor relata los detalles de su conversión, las visiones de Cristo crucificado y el giro brutal que estas experiencias dieron a su vida (la necesidad de abandonar sus posesiones, dejar a su familia y renunciar al lujo y la riqueza para dedicarse a Dios en forma exclusiva).
La mayor parte de los datos que conocemos de su biografía provienen de esta obra. Gracias a ella se conocen los detalles más íntimos de la vida de Ramon Llull hasta sus 30 años más o menos.

### Libro del Orden de Caballería
Esta pieza didáctica es de los primeros tiempos de su producción, en la cual el sabio estudia las características sociales de la clase de los caballeros, entendiéndose por ello a un ser, armado y valiente, cuyo objetivo último es sin embargo enterarse y encontrar la firma de Dios en cada hecho del mundo.
Describe acabadamente los derechos y obligaciones del caballero y le impone los objetivos de desplegar el honor cristiano y la nobleza de espíritu, de los que se sigue la observancia de una estricta piedad.
Es combativo y a veces agresivo, recomendando convertir a los infieles a palos y con la espada, al tiempo que se les predica la verdad de Cristo.

### Libro del fin
El Liber de fine (1305, Montpellier) es el principal tratado de Llull sobre cómo organizar una cruzada (o passagium) para recuperar Tierra Santa y lograr la tan ansiada conversión de los infieles.
Llull dedicó al menos tres obras a exponer de forma bastante detallada cómo habría de ponerse en práctica su nuevo modelo de misión: el Liber de passagio («Libro de la cruzada») de 1292 (que, a su vez, se divide en dos obritas de origen independiente: el Quomodo Terra Sancta recuperari potest [«De qué modo puede ser recuperada la Tierra Santa»] y el Tractatus de modo convertendi infideles [«Tratado sobre el modo de convertir a los infieles»]); el Liber de fine («Libro sobre el fin/la finalidad») de 1305 y el Liber de acquisitione Terra Sanctae («Libro sobre la conquista de Tierra Santa») de 1309. Las tres obras tratan los mismos temas, aunque con algunas variaciones, más bien estratégicas, que responden principalmente a los cambios políticos de la época.
En todas ellas, como en todo el pensamiento de Llull, el tema más importante es el de la predicación o misión según el modelo de los apóstoles. La expedición militar (el passagium o cruzada) es un medio para posibilitar la misión: en Llull la cruzada se subordina a la misión, que tiene como fin último restaurar el buen ordonament del mundo, devolverlo «a su buen estado» y reunirlo «en un único redil católico», como escribe en el prólogo del Liber de fine («ad bonum statum reducere uniuersum et ad unum ouile catholicum adunire»).

### El Árbol de la Ciencia

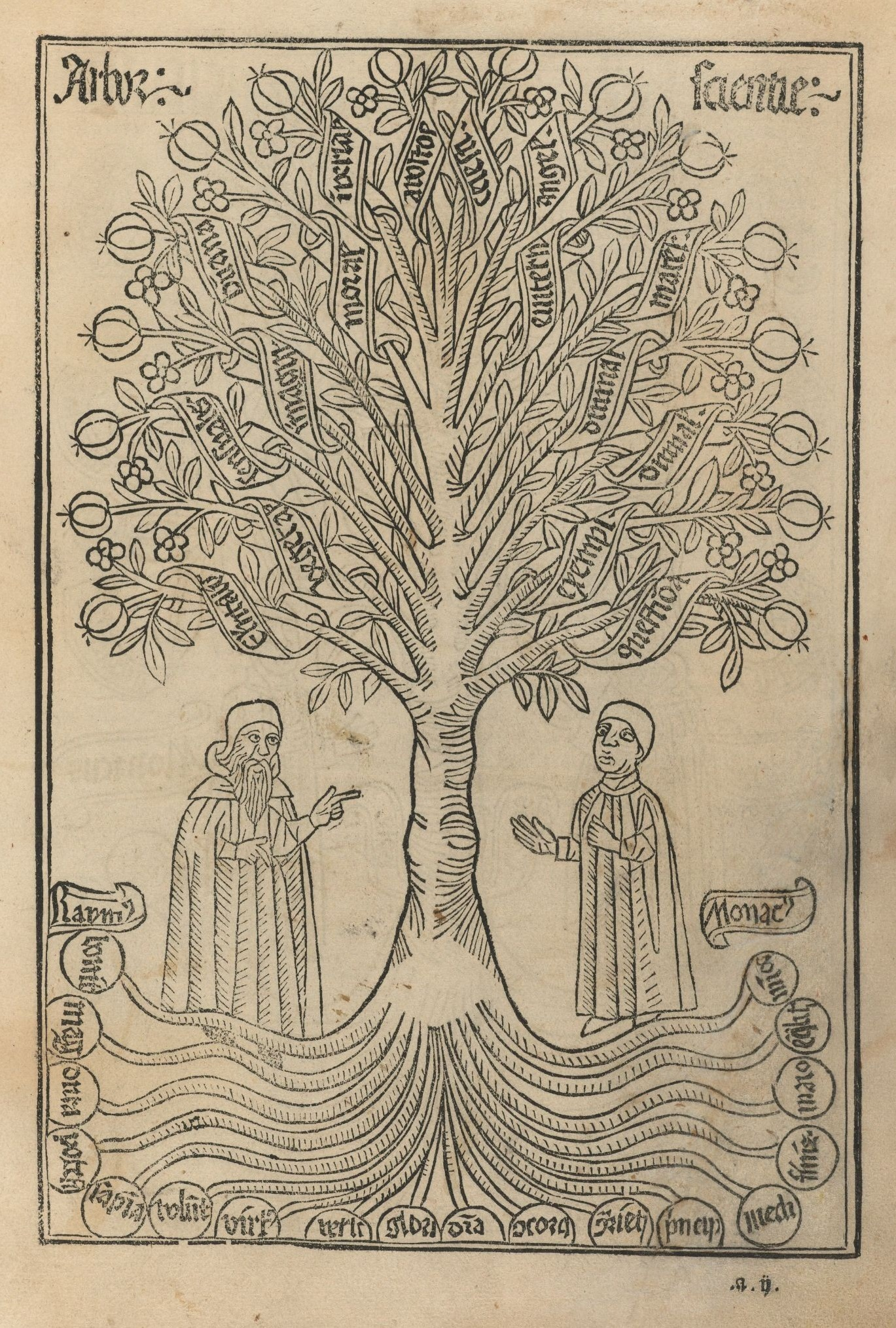
El árbol de la Ciencia, 1505.

Posiblemente la obra más importante de Llull en el sentido enciclopédico, ocupa numerosos volúmenes, lo que hace que en 2007 no se haya editado completa.
En esta pieza, el beato recurre a una analogía común en él: la comparación orgánica, en la que cada ciencia se representa como un árbol con raíces, tronco, ramas, hojas y frutos. Las raíces representan los principios básicos de cada ciencia; el tronco, la estructura; las ramas, los géneros; las hojas, las especies; y los frutos, los individuos, sus actos y sus finalidades.
Existen en la cosmovisión luliana catorce árboles principales y dos auxiliares:
- Árboles principales
  - Elemental: estudia la física
  - Vegetal: la botánica
  - Sensual: biología
  - Imaginal: artes
  - Humanal: antropología
  - Moral: ética
  - Imperial: política
  - Apostoical: eclesiología
  - Celestial: astrología
  - Angelical: angelología
  - Eviternal: escatología
  - Maternal: mariología
  - Cristianal: cristología
  - Divinal: teología
- Árboles auxiliares
  - Ejemplifical: guía ilustrativa de los anteriores, a los que explica echando mano de ejemplos, proverbios y refranes
  - Cuestional: refrenda en términos de la lógica las cuestiones relativas a los demás

Se trata de una discusión entre dos hermanas, la ciencia y la fe.
Aunque el sistema pueda parecer esquemático, los árboles lulianos expresan una clara sistematización del conocimiento que organiza y simplifica el estudio de las diversas disciplinas tratadas.

## Posibles anticipaciones científicas
En sus textos se pueden encontrar ideas que podrían adelantarse a muchos conceptos, ideas y descubrimientos que deberían esperar décadas o siglos para desarrollarse o que tal vez otros autores pudieron tomar de él mucho tiempo más tarde. Entre ellos podemos mencionar:
La gravedad: «Es la piedra movible con movimiento violento o natural: violento cuando se arroja con impulso al aire, y natural cuando desciende, pues entonces se mueve conforme a la gravedad, cuyo movimiento es sensible por la vista, imaginable por la imaginación e inteligible por el entendimiento» (Libro de ascenso y descenso de la inteligencia; Distinción II: De la piedra; Cap. I: Del Acto de la piedra; n.º 8). La obra fue escrita en 1304, mientras que sir Isaac Newton publicó en 1687 sus leyes del movimiento, culminación de la ley de gravitación universal que habría imaginado durante la peste de Londres de 1665. De ser así Llull ya habría anticipado este concepto 361 años antes que el sabio inglés. Visto con una perspectiva más propia de su época, la ciencia griega que sobrevive en la Edad Media le bastó a Llull para escribirlo: más allá aún irían los teóricos del impetus algún tiempo después.
La memoria: «Viendo el hombre que el león tiene industria en el cazar, conoce que el león tiene imaginación, sin la cual no podría tener industria, y esta imaginación o el imaginar está inserta en el sentir». (Íd., Dist. III; Pról.; n.º 5). Se refiere a la memoria, explicando que el león conoce el sitio donde los venados van a beber y que este conocimiento le penetra a través de la vista y del olfato. Encontrándose él en otro sitio, recupera de su almacén de recuerdos los datos que necesita, y concurre a cazar venados a donde él sabe que podrá encontrarlos. Estos dos conceptos, memoria e imaginación, y que los animales fuesen capaz de ellos, podrían hacer sospechar que Llull anticipa el evolucionismo de Darwin o incluso la etología de Konrad Lorenz, con lo que otra vez habría anticipado conocimientos que tardarían siete siglos en popularizarse, aunque claramente sólo está participando del ambiente intelectual clásico, que el cristianismo se fuerza en compatibilizar: la inmortalidad y semejanza divina del alma humana tuvo desde la Antigüedad que hacerse compatible con las teorías hipocráticas y galénicas de las tres partes (soma, pneuma y psique; corpus, anima y spiritus; cuerpo, alma y espíritu), y ver por tanto en los animales cualidades anímicas.
Entre la ingente producción literaria de Llull existen varios casos similares.
También su relación con la alquimia y las sectas cátaras y albigenses es propensa a la especulación. Realmente no es el único en su época, y la Corona de Aragón medieval (verdadera encrucijada entre Italia, el norte de Europa y sur hispánico y siciliano, donde los escritores musulmanes actuaron como portador de la herencia helenística e innovadores en terreno científico) fue un buen lugar para recibir toda clase de influencias, en particular el Periphyseon de Juan Escoto Erígena, la Clavis Physicae de Honorio de Autun (prohibido en 1225 porque los herejes lo utilizaban) o la doctrina, quizá derivada del Timeo de Platón, del Anima mundi (o alma cósmica, que atribuye al mundo las tres potencias anímicas: memoria, inteligencia y voluntad).

## Trascendencia y homenajes modernos
En el siglo XV ejerció un gran influjo sobre la filosofía de Nicolás de Cusa. Durante el siglo XVI se desarrolló un gran interés alrededor de la obra de Ramon Llull, impulsado por el interés reformista de Felipe II. En ese contexto se desarrolló un proceso de beatificación (que culminó con éxito en Toledo para su culto particular) y otro posterior de canonización, que quedó truncado por las dudas sobre la ortodoxia de alguna de sus obras.
Posteriormente, durante el pontificado de Juan Pablo II, fueron reconocidos los títulos de beatos dados por tradición a varias personalidades, entre ellas el pintor Fra Angélico, el filósofo Duns Scoto, el misionero Junípero Serra y, también, Ramon Llull. En 2007 está muy avanzado un nuevo proceso de canonización.
Por otra parte, la ciencia y la filosofía se han preocupado de homenajearlo de diferentes maneras:
- En el centro de la Ciudad de Palma existe Real y Pontificia Universidad Luliana y Literaria de Mallorca fue una institución académica predecesora de la Universidad de las Islas Baleares. que fue creado en 1483.

- En Cataluña existen tres instituciones educativas que llevan su nombre: la Universidad Ramon Llull, la Escuela Universitaria de Ingeniería Técnica de Telecomunicación Ramon Llull y la Escuela Técnica Superior de Arquitectura Ramon Llull.

- Bajo el patrocinio de la Generalidad de Cataluña y la colaboración inicial del gobierno de las Islas Baleares, se creó el Instituto Ramon Llull (2002), con el objetivo de promover la proyección exterior de la lengua catalana en todas sus varianttes y de la cultura de las tierras donde se habla.

- Por otra parte, el astrónomo Manuel Blasco del Observatori Astronòmic de Mallorca (OAM) descubrió el 13 de junio de 1997 un asteroide al que bautizó (9900) Llull. Posteriormente, el 11 de septiembre de 2000, al cumplirse 681 años de la muerte del beato y con motivo de la Diada de Mallorca, se realizó en el Salón de Plenos del Palacio del Consejo de Mallorca el acto oficial de bautismo del citado asteroide, que recibió su nombre actual y oficial de (9900) Llull.

- En mayo del 2001 se acordó que Ramon Llull sería el patrón de los informáticos en España, celebrando su día el 27 de noviembre, ya que en sus obras filosóficas anticipó la lógica como cálculo mecánico con símbolos en el que se aplicaba un método, los métodos heurísticos de la inteligencia artificial, los sistemas generativos, los grafos, las redes semánticas, los diagramas de Venn. Influyó en Montaigne, Pascal, Descartes, Leibnitz, Newton, Pico della Mirandola y Giordano Bruno.

- La Sociedad de Lógica, Filosofía y Metodología de la Ciencia en España imparte desde 2012 en su Congreso bianual las Conferencias Lullius, donde un filósofo de reconocimiento internacional pronuncia unas clases magistrales durante los días que dura el congreso, al estilo de las John Locke Lectures de Oxford en la filosofía anglosajona o las Rene Descartes Lectures de Tilburg. La primera de las conferencias corrió a cargo de Philip Kitcher,[25] con el título 'Towards a Pragmatist Philosophy of Science'.

Como curiosidad, se destaca que su nombre aparece en la novela Harry Potter y la piedra filosofal (pag. 91, ed. Salamandra) en la que se le cataloga, junto a otras figuras del pasado como el rey Salomón o Circe, de ser un mago. El dato es invención del traductor, ya que no aparece en el texto original de J.K. Rowling.
Otra referencia literaria a Ramon Llull aparece en Los pasos perdidos de Alejo Carpentier. En dicha novela, el doctor Montsalvaje -también llamado El-Señor-de-los-Venenos o el Herborizador- se declara su descendiente directo.
En su novela "La Isla del Segundo Rostro", el escritor alemán Albert Vigoleis Thellen, menciona a Raimundo Lulio a quien califica de "··· el mejor de sus hijos, [de Mallorca] gran poeta, místico, filósofo y mártir de su propio arte, el lulismo" (tomado de la traducción de Julio Vivas para ANAGRAMA 1993)

## Obras principales
- Compendium logicae Algazelis ('Compendio de la lógica de Al-Gazzali')
- Llibre de contemplació en Déu ('Libro de la contemplación en Dios', 1276)
- Ars demostrativa ('El arte demostrativo', Montpellier, 1274?)
- Llibre de oracions e contemplació del entenimient' ('Libro de las oraciones y la contemplación de la inteligencia', 1275)
- Libro del Orden de Caballería (Mallorca, 1281)
- Art de contemplació ('El arte de la contemplación', 1287)
- Les cents noms de Déu ('Los cien nombres de Dios', 1289)
- Llibre dels mil proverbis (Libro de los mil proverbios), Reino de Mallorca 1302
- Félix o Libro de las maravillas (que incluye el Libro de las Bestias)
- Árbol de la filosofía desiderativa (1290)
- Blanquerna (incluye el Libre d´amic e amat, 'Libro del amigo y el amado')
- Ars magna et ultima ('Arte magna y última')
- Lo Desconhort ('El desconsuelo', poesía, Roma, 1295)
- El árbol de la ciencia (Roma, 1296)
- Arbre de filosofia d'amor ('Árbol de la filosofía del amor', 1298)
- Cant de Ramon ('Canto de Raimundo', poesía, París, 1299)
- Libro del ascenso y descenso del entendimiento (Montpellier, 1304)
- Liber de fine ('El libro del fin', Montpellier, 1305)
- Liber de reprobationis aliquorum errorum Averrois ('Libro de reprobación de algunos errores de Averroes', París, 1310)
- Vida coetània ('Vida coetánea', autobiografía, París, 1311)
- Llibre de la disputa del clerigue Pere i de Ramon, el Fantastic (Libro de la disputa del clérigo Pedro y Ramon, el Fantástico, París/Viena (1311)
- Liber de civitate mundi (Libro de la Ciudad del mundo), Messina 1314
- Liber de Deo et de mundo ('Libro acerca de Dios y del Mundo', Túnez, 1315)
- Liber de maiore fine intellectus amoris et honoris ('Libro acerca del mayor logro de la inteligencia: el amor y el honor', Túnez, 1315)[1]

A estas obras y el resto de las 243 que escribió Llull deben sumarse los libros apócrifos que se le han atribuido, la mayoría de ellos escasamente ortodoxos. Sólo el corpus dedicado a la alquimia supera las 100 entradas, conformando el denominado pseudolulismo alquímico.